# Гагар'ївське сільське поселення
Гага́р'ївське сільське поселення (рос. Гагарьевское сельское поселение) — муніципальне утворення у складі Казанського району Тюменської області, Росія.
Адміністративний центр та єдиний населений пункт — село Гагар'є.

## Історія
3 листопада 1923 року були утворені Гагар'ївська сільська рада та Селезньовська сільська рада. 23 серпня 1957 року ліквідовано Гагар'ївську сільраду. 16 липня 1970 року Селезньовську сільраду перейменовано в Гагар'ївську. 10 травня 1988 року виділено Новоселезньовську сільську раду.
2004 року Гагар'ївська сільська рада перетворена в Гагар'ївське сільське поселення.

## Населення
Населення — 550 осіб (2020; 552 у 2018, 575 у 2010, 669 у 2002).